# Memphisz (Neilosz leánya)
Memphisz (görög betűkkel Μέμφις) nimfa Neilosz folyamisten leánya, maga is folyami istennő, vagyis a naiaszok egyike. Testvérei többek közt Télephassza és Ankhinoé.
Memphisz nem ősi görög mitológiai alak, nagyon későn jelenik meg a mitológiában. Pszeudo-Apollodórosz ír róla, valószínűleg mitikus magyarázatot keresett Memphisz város nevére, amely név azonban az egyiptomi Mennofer névből alakult ki, és a Memphisz csak a görögös változata. Pszeudo-Apollodórosz szerint amikor Epaphosz lett a király Egyiptomban, feleségül vette Neilosz leányát és a később róla elnevezett városban telepedtek le. Gyermekük Libüé, akinek leszármazottai között van Európé és Minósz is.